# Tiger
 For alternative betydninger, se Tiger (flertydig). (Se også artikler, som begynder med Tiger)
Tigeren (latin: Panthera tigris) er den største katteart med en total kropslængde på op til 3,22 meter (inklusive kurver) og i ekstreme tilfælde med en vægt på op til 388.7 kilo i naturen. Det mest genkendelige træk ved tigeren er pelsen med mørke tværstriber på orange bund. Tigre er superrovdyr, der især lever af hovdyr såsom hjorte og skedehornede. De er territoriale og jager generelt alene, men kan undertiden være sociale og kræver som regel sammenhængende områder, der tilgodeser deres byttedyr. Dette, sammen med det faktum, at de er naturligt hjemmehørende i nogle af de tættest befolkede dele af verden, har medført betydelige konflikter med mennesker. I det sydlige Bangladesh blev mindst 100 personer dræbt af tigre årligt frem til år 2004.
Tigeren var engang vidt udbredt i Asien, fra Tyrkiet i vest til Ruslands østkyst. I løbet af de seneste 100 år er dens udbredelsesområde reduceret med 93 procent, og tigeren er blevet udryddet fra det sydvestlige og centrale Asien, fra øerne Java og Bali og fra store områder af det sydøstlige og østlige Asien. I dag er den udbredt fra den sibiriske tajga til åbne græssletter og tropiske mangrovesumpe. De tilbageværende seks underarter er blevet klassificeret som truede af IUCN. Den globale bestand i naturen vurderes til at ligge mellem 3.062 og 3.948 individer (mod cirka 100.000 i begyndelsen af 1900-tallet). De fleste tilbageværende bestande lever i små lommer isoleret fra hinanden. Hovedparten af verdens tigerbestand, cirka 2.000 individer, lever på det indiske subkontinent. Hovedårsager til bestandsnedgangen er ødelæggelse og fragmentering af levesteder samt krybskytteri. Størrelsen af det areal, hvor der lever tigre, vurderes til at være mindre end 1.184.911 km², en nedgang på 41 % i forhold til midten af 1990'erne.

## Størrelse
Tigeren er den af de store katte, der varierer mest i størrelse, endnu mere end løven. De bengalske og sibiriske underarter er de højeste over skulderen og anses derfor som de største nulevende kattedyr. De er sammen med den uddøde kaspiske tiger blandt de største, der nogensinde har eksisteret. En gennemsnitlig voksen han fra det nordlige Indien eller Sibirien vejer omkring 45,5 kilo mere end en gennemsnitlig voksen hanløve. Hannerne varierer i deres totale længde mellem 250 og 390 centimeter og vejer mellem 90 og 306 kilo. Hunner varierer i længde fra 200 til 275 centimeter og vejer fra 65 til 167 kilo. Hos begge køn udgør halen cirka 60 til 110 centimeter af den totale længde.
Store sibiriske tigre kan nå en længde på mere end 3,5 meter målt langs ryggens kurver og 3,3 meter målt i en lige linje mellem snude og halespids. Den mindste underart, sumatratigeren, vejer mellem 75 og 140 kilo. En tigers skulderhøjde ligger mellem 0,7 og 1,22 meter. Den nuværende rekord i naturen er 388.7 kilo for en bengalsk tiger skudt i 1967.
Hos tigre er hannen betydeligt større end hunnen. Størrelsesforskellen mellem hanner og hunner er forholdsvis større hos de store underarter, hvor hanner kan veje 70 procent mere end hunner. Hanner har også bredere forpoter end hunner, hvilket muliggør en skelnen mellem han og hun i tigerens fodaftryk.
En krydsning mellem en hanløve og en huntiger (en liger) er større end både tiger og løve.

## Udbredelse og levested
Tidligere fandtes tigeren gennem hele Asien, fra Kaukasus og det Kaspiske hav til Sibirien og de indonesiske øer Java, Bali og Sumatra. Fossilfund tyder på, at tigre også har levet på Borneo og Palawan i Filippinerne i sen Pleistocæn og Holocæn.
I løbet af 1900-tallet uddøde tigeren i det vestlige Asien og blev begrænset til isolerede lommer i de resterende dele af dens udbredelsesområde. Den blev udryddet på Bali i 1940'erne, omkring det Kaspiske hav i 1970'erne og på Java i 1980'erne. Dette skyldtes tab af levesteder og nedskydningen af tigre og deres byttedyr. I dag strækker dens fragmenterede og delvist forringede levesteder sig fra Indien i vest til Kina og Sydøstasien. Dens nordlige udbredelsesgrænse ligger nær Amur-floden i det sydøstlige Sibirien. Sumatra er den eneste store ø, hvor tigeren stadig findes.
Størrelsen af det areal, hvor tigeren lever, vurderes til at være mindre end 1.184.911 km², en nedgang på 41 % i forhold til midten af 1990'erne. Siden begyndelsen af 1900-tallet har den mistet 93 % af dens tidligere udbredelsesområde. I årtiet fra 1997 til 2007 er det areal, der vides at huse tigeren, mindsket med 41 %.
Tigre kan benytte en bred vifte af levesteder, men vil normalt kræve et passende dække, nærhed til vand og rigeligt med byttedyr. Sammenlignet med løven foretrækker tigeren tættere vegetation, for hvilken dens kamuflagefarver er ideelt tilpasset, og hvor det at være et enkelt rovdyr ikke udgør en ulempe sammenlignet med flere løver i en flok. Et yderligere krav til levestedet er tilstedeværelsen af passende afskærmede opholdssteder, hvilket kan være huler, store hule træer eller tæt vegetation. Især bengalske tigre lever i mange slags skov, fx våd, stedsegrøn og semi-stedsegrøn skov i Assam og det østlige Bengalen, de sumpede mangroveskove i Ganges-deltaet, løvskovene i Nepal og torneskov i bjergene i Vestghats. I forskellige dele af deres udbredelsesområde lever eller levede de desuden i delvist åbne græsstepper og savanne samt i tajgaskove og på klippeterræn.

## Levevis

### Socialt liv
Voksne tigre fører generelt et solitært liv. De etablerer og forsvarer territorier, men har langt større områder, hvori de færdes. Voksne af begge køn begrænser generelt deres bevægelser til disse områder, hvor de og deres unger kan tilfredsstille deres behov. Individer, der deler det samme område, følger hinandens bevægelser og aktiviteter. Størrelsen af disse områder afhænger især af mængden af byttedyr og for hanners vedkommende af adgangen til hunner. En huntiger kan have et territorium på 20 km², mens hanners territorier er meget større, 60-100 km². En hans område overlapper normalt adskillige hunners, hvilket sikrer ham en stor gruppe af mulige hunner at parre sig med.
Modsat mange andre arter i kattefamilien er tigre gode svømmere og bader ofte i damme, søer og floder, for at køle sig på varme dage. Blandt de store katte er det kun jaguaren, der har en lignende forkærlighed for vand. Tigre kan krydse floder, der er op til 7 kilometer brede og kan svømme op til 29 kilometer på en enkelt dag. De er oven i købet i stand til at svømme med et nedlagt bytte eller at fange et bytte i vandet. Unge huntigere etablerer deres første territorium nær morens territorium. Overlappet mellem deres territorier bliver mindre med tiden. Derimod vandrer hanner længere væk end deres hunlige søskende og begynder tidligere at markere deres eget territorium. En ung han opnår et territorium enten ved at finde et område fri for andre hanner eller ved midlertidigt at leve i en anden hans territorium, indtil han bliver ældre og stærk nok til at udfordre denne han. Unge hanner, der forsøger at etablere sig, har den højeste dødelighed (30-35 % pr. år) blandt voksne tigre.
For at hævde territoriet, markerer hannen det med urin og sekreter fra analkirtler samt ved at markere sine stier med ekskrementer og ved at kradse med kløerne på træer eller i jorden. Hunner anvender også kradsemærker samt markeringer med urin og ekskrementer. Duftmarkeringer af denne type gør det muligt for et individ at kende et andet individs identitet, køn og eventuelle brunst. Hunner i brunst vil signalere deres parringsvillighed med hyppigere duftmarkeringer og ved oftere at brøle.
Selvom tigre for det meste undgår hinanden, er de ikke altid territoriale, og relationerne mellem individer kan være komplekse. En voksen af begge køn deler nogle gange sit nedlagte bytte med andre, endda også med dem, der ikke er beslægtet. Det er observeret, at en han deler sit bytte med to hunner og fire unger. Til forskel fra hanløver tillader hantigre, at hunner og unger æder af hans bytte, inden han selv er færdig med at æde. De lader alle til stort set at komme godt overens, modsat den konkurrenceprægede adfærd, der ses i en løveflok.

### Jagt og føde
Tigere kan normalt ikke løbe hurtigere end hovdyr, som for eksempel hjorte. Derfor bruger de typisk en taktik, hvor de sniger sig ind på byttet.
I naturen lever tigre især af store eller mellemstore dyr, idet de foretrækker hovdyr, der vejer mindst 90 kilo. De har som regel kun begrænset eller ingen indvirkning på bestanden af deres byttedyr. I Tamil Nadu (Indien) er tigerens foretrukne føde (de mest yndede nævnt først) sambarhjort, aksishjort, barasingahjort, vildsvin, gaur, nilgau, asiatisk vandbøffel og vandbøffel, mens gaur og sambarhjort er de foretrukne i andre dele af Indien. De jager også andre rovdyr, fx hunde, leoparder, pytoner, læbebjørne og krokodiller. I Sibirien er de væsentligste byttedyr wapiti og vildsvin (disse to arter udgør næsten 80 % af byttet) efterfulgt af sikahjort, elg, sibirisk rådyr og moskushjort. Også kravebjørn og brun bjørn kan være blandt tigerens byttedyr og de udgør op til 40,7 % af den sibiriske tigers bytte afhængig af lokale forhold og af bjørnebestanden. På Sumatra omfatter byttedyrene sambarhjort, muntjak, vildsvin, skaberaktapir og orangutang. I den uddøde kaspiske tigers udbredelsesområde omfattede byttedyrene saigaantilope, dromedar, europæisk bison, yakokse og vilde heste. Som mange rovdyr er tigre opportunister og kan æde langt mindre bytte, fx aber, påfugle og andre jordlevende fugle, harer, hulepindsvin og fisk.
Tigre jager generelt ikke voksne individer af asiatisk elefant og indisk næsehorn, men det er dog sket. Hyppigere er det de mere sårbare små unge dyr, der nedlægges. Der findes fra 1800-tallet rapporter om tigre, der har angrebet og dræbt elefanter redet af mennesker. Når tigre lever nær mennesker, kan de også undertiden tage husdyr som tamkvæg, heste og æsler. Ældre eller sårede tigre, der ikke længere kan fange vilde byttedyr, kan blive menneskeædere, hvilket er sket jævnligt i hele Indien. En undtagelse findes i Sundarbans, hvor også sunde og raske tigre angriber fiskere og landsbyboere, der bevæger sig i skoven, så mennesker derfor her udgør en lille del af tigerens normale føde. Selvom tigre næsten udelukkende er kødædere, kan de lejlighedsvis æde grønt for at få kostfibre, eksempelvis frugter fra træet Careya arborea.
Tigre regnes traditionelt for at være nataktive rovdyr, men i områder uden mennesker er de via fjernbetjente, skjulte kameraer set jage om dagen. De jager normalt alene og ligger på lur efter deres bytte som de fleste kattedyr. De kan angribe fra en hvilken som helst vinkel og overmander byttet ved at slå det omkuld ved hjælp af deres kropsvægt og styrke. Hvis tigeren skal have succes med angrebet, kræver det, at den næsten samtidigt både springer på byttet, vælter det og får fat i struben eller nakken med tænderne. Trods deres størrelse kan tigre komme op på en fart af cirka 50-65 km/t, men kun over korte afstande. Derfor skal tigre være tæt på byttet, inden de påbegynder angrebet. Hvis byttet får færten af tigeren inden angrebet, vil den som regel hellere opgive jagten end at skulle forfølge det eller kæmpe direkte mod det. Der er rapporteret om horisontale spring på op til 10 meter, men spring af den halve længde er mere typiske. Kun en ud af 2-20 jagter (inklusiv forsøg på at snige sig ind på potentielt bytte) ender med succes.
Når tigre jager større dyr, foretrækker de at bide i struben og bruge deres kraftfulde forben til at holde byttet fast, ofte samtidigt med, at det væltes om på jorden. Tigeren forbliver fastbidt i struben, indtil byttet er dødt ved kvælning. Ved hjælp af denne metode er gaurere og vandbøfler, der vejer over et ton, blevet dræbt af tigre, der kun vejer en sjettedel af dette. Selvom de kan dræbe raske voksne individer, foretrækker de ofte at vælge unger eller svagelige individer af meget store dyr. Sunde, voksne byttedyr af denne slags kan være farlige at kaste sig over, fordi lange stærke horn, ben og stødtænder alle er potentielt livsfarlige for tigeren. Ingen andre nulevende landrovdyr angriber jævnligt så store byttedyr alene. Når tigre jager sambarhjorte, der udgør op til 60 % af deres bytte i Indien, har de angiveligt, for at tiltrække den, kunnet frembringe en lyd, der er en efterligning af hannens brunststemme. Ved mindre bytte, som aber og harer, bider tigeren i nakken med det resultat, at rygmarven overrives, luftrøret gennembores eller vener og arterier i halsen afskæres. I sjældne tilfælde kan tigre dræbe ved slag med deres poter, der er tilstrækkeligt kraftfulde til at knuse kraniet på tamkvæg eller brække ryggen på læbebjørne.
En voksen tiger kan gå i op til to uger uden at æde og derefter æde 34 kilo kød på en gang. I fangenskab bliver voksne tigre fodret med 3-6 kilo kød om dagen.

### Unger
Parringen kan foregå hele året, men er almindeligst mellem november og april. En hun er kun parringsvillig i tre til seks dage. Parringer er hyppige og støjende i denne periode. Drægtigheden varer fra 93-112 dage, gennemsnittet er 105 dage. Kuldet er normalt på to eller tre unger, men kan være fra en til seks. Ungerne vejer 680-1.400 gram ved fødslen. De fødes blinde og hjælpeløse, men med pels. Hunnerne passer dem alene. Fødestedet og hendes og ungernes opholdssted er placeret et afskærmet sted, fx i et tæt buskads, en hule eller en klippesprække. Hannen tager normalt ikke del i pasningen af ungerne. Omvandrende hanner, der ikke er beslægtet med ungerne, kan dræbe dem, for på den måde at gøre hunnen modtagelig for parring. En huntiger kan nemlig føde et nyt kuld inden for fem måneder, hvis ungerne i det tidligere kuld mistes. Dødeligheden af tigerunger er på cirka 50 % i de første to år. Kun få andre rovdyr angriber tigerunger på grund af huntigerens ilterhed. Bortset fra mennesker og andre tigre, er sult, kulde og ulykker almindelige årsager til ungernes død.
Ungerne åbner deres øjne, når de er 6-14 dage gamle. Kortere ture væk fra opholdsstedet sammen med moren tager de på, når de er otte uger gamle. Men de følger hende ellers ikke i hendes omstrejfen i territoriet, før de er ældre.
Ungerne dier hos moren i tre til seks måneder. Omkring den tid, hvor de bliver fravænnet, begynder de at følge moren rundt i territoriet og lærer da, hvordan jagten foregår. I en alder af 11 måneder er de næsten af fuldvoksen størrelse og er nu dygtige jægere. Ungerne bliver uafhængige omkring 18 måneder gamle, men skilles først helt fra deres mor, når de er 2 eller 2½ gamle. Hunner bliver kønsmodne efter tre eller fire år, mens hanner bliver det fire eller fem år gamle.

## Beskyttelse
| Land       | Anslået |
| ---------- | ------- |
| Bangladesh | 440     |
| Bhutan     | 103     |
| Cambodia   | 20      |
| Kina       | 45      |
| Indien     | 2.226   |
| Indonesien | 500     |
| Laos       | 17      |
| Malaysia   | 500     |
| Myanmar    | 85      |
| Nepal      | 198     |
| Nordkorea  | ukendt  |
| Rusland    | 562     |
| Thailand   | 200     |
| Vietnam    | 20      |
| Total      | 5.241   |

Tigeren er en truet dyreart. Krybskytteri efter pels og kropsdele og ødelæggelse af levesteder har i stort omfang reduceret antallet af tigre i naturen. I begyndelsen af 1900-tallet mener man, at der var over 100.000 tigre i naturen, men bestanden her er skrumpet ind til mellem 1.500 og 3.500. De vigtigste årsager er ødelæggelse og fragmentering af levesteder og krybskytteri. Efterspørgsel på tigerens kropsdele til brug i traditionel kinesisk medicin er også en væsentlig trussel mod tigeren. Ifølge nogle skøn findes der færre end 2.500 kønsmodne og ynglende tigre i verden, og ingen enkelte bestande rummer flere end 250 individer. Den globale tigerbestand blev vurderet til 3.200 af Verdensnaturfonden i 2011. Det præcise antal af tigre i naturen er ukendt, fordi mange skøn er forældede eller blot er kvalificerede gæt. Kun få skøn er baseret på pålidelige videnskabelige optællinger. Tabellen viser estimater land for land ifølge IUCN samt officielle tal fra de forskellige lande.
Indien huser verdens største bestand af vilde tigre, men kun 11 % af de oprindelige indiske levesteder for tigre er stadig eksisterende, og de er blevet fragmenterede og forringede. En optælling fra 2014 anslog en bestand på 2.226 individer, hvilket er en 30 % stigning i forhold til 2011.
Den sibiriske tiger var i 1940'erne lige ved at uddø, idet der i Rusland kun var cirka 40 dyr tilbage i naturen. Udviklingen blev vendt ved, at Sovjetunionen satte ind mod krybskytteri og oprettede et netværk af områder, hvor tigeren var fredet. Det fik bestanden til at stige til flere hundrede. I 1990'erne blev krybskytteri igen et problem, da Ruslands økonomi kollapsede. Den største forhindring i forhold til at bevare arten er det enorme territorium, som hver tiger kræver (op til 450 km² for en enkelt hun og endnu mere for en han). Tigerens naturlige udkonkurrering af ulven er blevet brugt af russiske naturforkæmpere til at overbevise jægere om, at de skal tolerere de store katte. Tigre har en mindre indvirkning på bestanden af hovdyr end ulve og er effektive, når det drejer sig om at kontrollere antallet af ulve. I 2005 mentes antallet af tigre i Rusland at være på omkring 360 dyr, der dog kun udviste en lille genetisk diversitet. Et årti senere blev antallet af sibiriske tigre anslået til mellem 480 og 540 individer.
Kina havde tidligere forkastet vestens folkelige bevægelser til fordel for naturbeskyttelse, men ændrede sin holdning i 1980'erne og tiltrådte Washingtonkonventionen. I 1993 havde Kina forbudt handel med tigerens kropsdele, hvilket mindskede brugen af tiger-knogler i traditionel kinesisk medicin. Herefter blev tibetanernes handel med skind fra tigeren en relativt større trussel mod tigeren. Skindene blev brugt i den traditionelle tibetanske klædedragt chuba af sangere og deltagere i hestevæddeløb og var blevet statussymboler. I 2004 iværksatte internationale naturbeskyttelsesorganisationer med succes en kampagne i Kina mod handel med tigerskind. Der var harme i Indien, hvor mange tibetanere bor, og den 14. Dalai Lama blev overtalt til at tage emnet op. Siden er holdningen skiftet, idet nogle tibetanere offentligt har brændt deres chuba-klædedragter.

## Menneskeædende tigre
Tigre i naturen, der ikke før har haft kontakt med mennesker, undgår så vidt muligt kontakt. Ikke desto mindre forårsager tigre flere dødsfald gennem direkte angreb end nogen andre vilde pattedyr. Sommetider er angrebene provokeret af jagt, hvor tigre søger at forsvare sig, efter at de selv er blevet sårede. Andre gange kan en tiger blive overrasket, fx hvis et menneske uafvidende kommer mellem en huntiger og hendes unger. Fra Indien kendes et tilfælde, hvor en tiger angreb et postbud, da han kom cyklende i stedet for som normalt at komme til fods. Tigre kan til tider komme til at anse mennesker for byttedyr, typisk i områder, hvor befolkningstilvækst, skovhugst og landbrugsdrift har presset dyrenes naturlige levesteder og berøvet dem deres normale byttedyr. De fleste menneskeædende tigre er gamle og svækkede, hvad der gør det svært for dem at fange deres normale bytte. Et eksempel var Champawat-tigeren, en tiger der levede i Indien og Nepal. Dens evner til at fange bytte var svækket, efter at den havde brækket begge hjørnetænder. Denne huntiger regnes med at være ansvarlig for over 400 menneskers død frem til, at den blev skudt i 1907. Intet andet vildt dyr har stået for et lignende antal angreb på mennesker. De fleste tigerangreb på mennesker finder sted i dagtimerne, hvor folk arbejder udendørs og ikke er på vagt.
Tidlige beskrivelser af mennekeædende tigre havde en tendens til at beskrive dem som kujoner eller feje på grund af deres bagholds-taktik.
Menneskeædende tigre har i de seneste årtier været et særligt problem i Indien og Bangladesh, især i Uttarakhand og mangrovesumpe i Sundarbans i Bengalen, hvor også sunde og raske tigre har jaget mennesker. På grund af klimaforandringer er der på kort tid sket ødelæggelser af tigerens levesteder, hvilket har ført til, at antallet af tigerangreb er steget i Sundarbans. Meget er forsøgt for at undgå angreb fra tigre. I 1986 begyndte man fx i Sundarbans at bære masker med menneskeansigter i nakken, fordi tigre normalt ikke angriber, når de er opdaget af deres bytte. Dette medførte kun et midlertidigt fald i antallet af angreb. Man har også forsøgt at udlægge bytte til tigrene og opstille menneskedukker, der gav elektrisk stød, men disse ting virkede endnu mindre.
I USA blev mindst 27 mennesker dræbt eller alvorligt såret af tigre i fangenskab mellem 1998 og 2001.
I nogle tilfælde lader tigerangreb på mennesker til at være relateret til forsvar af territoriet snarere end til det at skaffe føde. I mindst et tilfælde dræbte en huntiger med unger otte mennesker, der kom ind i hendes territorium, men uden overhovedet at forsøge at æde dem.

## Underarter
Der findes seks nulevende underarter:
- Bengalsk tiger (Panthera tigris tigris).
- Sibirisk tiger (Panthera tigris altaica).
- Sydkinesisk tiger (Panthera tigris amoyensis).
- Indokinesisk tiger (Panthera tigris corbetti).
- Sumatratiger (Panthera tigris sumatrae).
- Malaysisk tiger (Panthera tigris jacksoni).

Desuden er tre underarter uddøde inden for de seneste 100 år:
- Java-tiger (Panthera tigris sondaica).
- Bali-tiger (Panthera tigris balica).
- Kaspisk tiger (Panthera tigris virgata).